# Liste de ponts d'Ukraine
Cette liste de ponts d'Ukraine présente les ponts remarquables d'Ukraine, tant par leurs caractéristiques dimensionnelles, que par leur intérêt architectural ou historique.

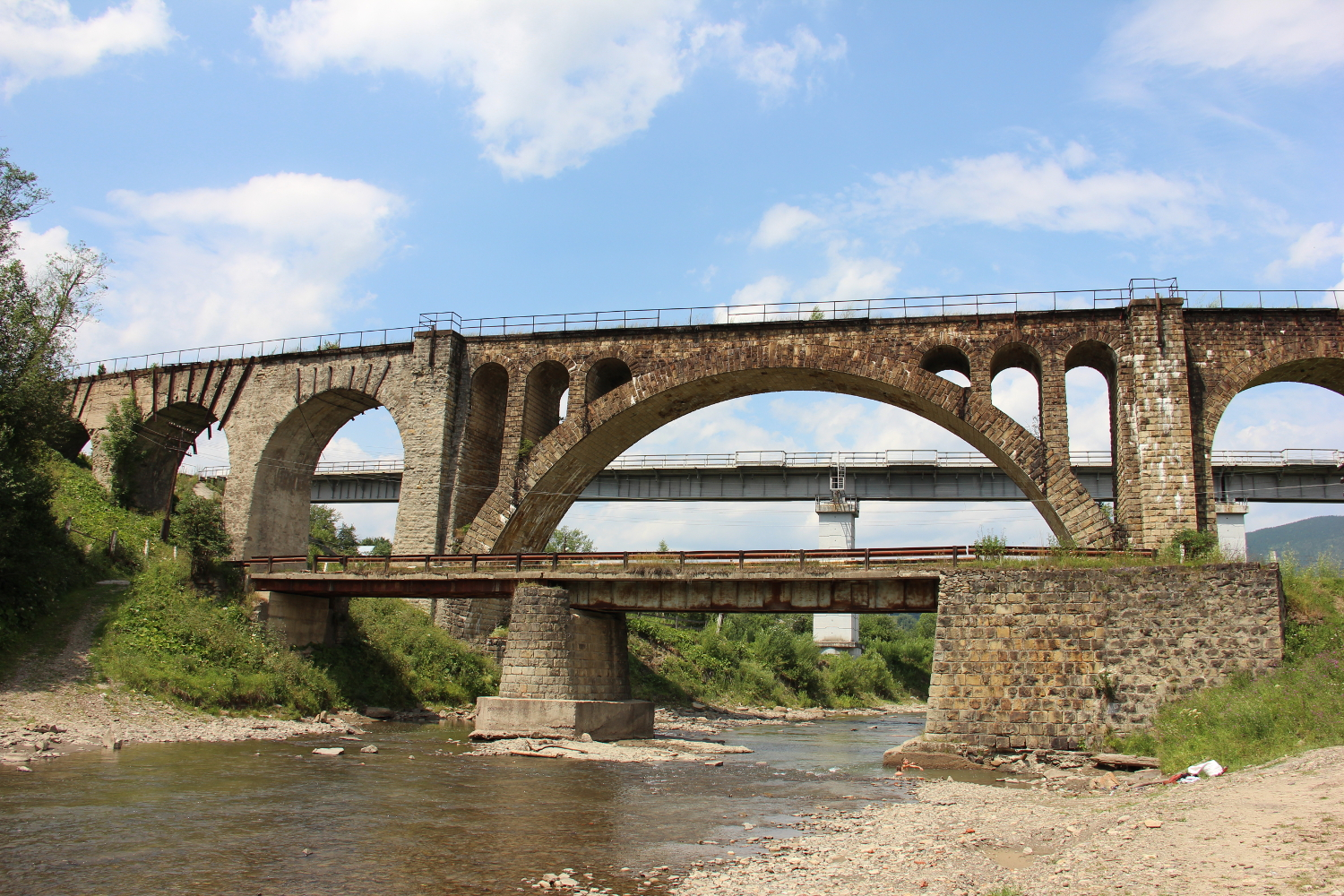
Les ponts sur la Prout à Vorokhta.

Elle est présentée sous forme de tableaux récapitulant les caractéristiques des différents ouvrages, et peut être triée selon les diverses entrées pour voir un type de pont particulier ou les ouvrages les plus récents par exemple. La seconde colonne donne la classification de l'ouvrage parmi ceux présentés, les colonnes Portée et Long. (longueur) sont exprimées en mètres. Date indique la date de mise en service du pont.

## Ponts présentant un intérêt historique ou architectural
|  |   | Nom                                       | Ukrainien                 | Distinction             | Long. | Type                                  | Voie portée Voie franchie | Date | Localisation                                         | Oblast          | Ref.  |
|  | - | ----------------------------------------- | ------------------------- | ----------------------- | ----- | ------------------------------------- | ------------------------- | ---- | ---------------------------------------------------- | --------------- | ----- |
|  | 1 | Pont de Novoplanovsky                     | Новопланівський міст      | Monument no 68-104-0160 | 149   | Poutres Acier                         | Smotrytch                 | 1872 | Kamianets-Podilskyï 48° 40′ 40,4″ N, 26° 34′ 39,2″ E | Khmelnitski     | [ 1 ] |
|  | 2 | Viaduc de Vorokhta                        | Ворохта міст              | Monument no 26-110-0004 | 130   | Maçonnerie 12 arches                  | Prout                     | 1895 | Vorokhta 48° 16′ 52,8″ N, 24° 33′ 52,5″ E            | Ivano-Frankivsk | [ 2 ] |
|  | 3 | Vieux pont de Halytch                     | Старий міст через Дністер | Monument no 26-212-0016 | 312   | Treillis Acier                        | Dniestr                   | 1912 | Halytch 49° 07′ 38″ N, 24° 43′ 45,2″ E               | Ivano-Frankivsk | [ 3 ] |
|  | 7 | Pont du Parc (Kiev)\|\|Парковий міст\|429 | Suspendu Acier            | Passerelle Dniepr       | 1957  | Kiev 50° 27′ 22,4″ N, 30° 32′ 01,2″ E | Oblast de Kiev            |      |                                                      |                 |       |

## Grands ponts
Ce tableau présente les ouvrages ayant des portées supérieures à 100 mètres ou une longueur totale de plus de 3 000 mètres (liste non exhaustive).
|  |    | Nom                                          | Ukrainien                     | Portée   | Long. | Type                                                                    | Voie portée Voie franchie                                       | Date      | Localisation                                         | Oblast                   | Ref.             |
|  | -- | -------------------------------------------- | ----------------------------- | -------- | ----- | ----------------------------------------------------------------------- | --------------------------------------------------------------- | --------- | ---------------------------------------------------- | ------------------------ | ---------------- |
|  | 1  | Pont-métro Podolskyi en construction         | Подільський міст              | 344      | 4432  | Arc Acier, tablier intermédiaire                                        | Route Ligne 4 (Métro de Kiev) Dniepr                            | ?         | Kiev 50° 28′ 22,1″ N, 30° 32′ 06,8″ E                | Oblast de Kiev           |                  |
|  | 2  | Pont de Moscou sur le Dniepr                 | Московський міст              | 300      | 816   | Haubané Monopylône, tablier mixte acier/béton, pylône béton 84+300+5x63 | Moskovs'kiy Avenue Dniepr                                       | 1976      | Kiev 50° 29′ 27,7″ N, 30° 32′ 12,3″ E                | Oblast de Kiev           |                  |
|  | 3  | Pont Pivdennyi                               | Південний міст                | 271      | 1256  | Haubané Monopylône, tablier mixte acier/béton, pylône béton 90+271+63   | Автошлях M03 Route européenne 40 Ligne 3 (Métro de Kiev) Dniepr | 1993      | Kiev 50° 23′ 42,4″ N, 30° 35′ 14,6″ E                | Oblast de Kiev           |                  |
|  | 4  | Pont à haubans de Zaporizhia en construction | Вантовий міст у Запоріжжі     | 260      | 660   | Haubané Monopylône, pylône béton                                        | Dniepr                                                          | ?         | Zaporijia 47° 50′ 33″ N, 35° 05′ 08,3″ E             | Oblast de Zaporijia      | [ Note 1 ]       |
|  | 5  | Pont de Zaporizhia                           | Міст у Запоріжжі              | 228      | 228   | Arc Béton, tablier porté à 2 niveaux                                    | T0806 Dniepr                                                    | 1952      | Zaporijia 47° 49′ 13″ N, 35° 04′ 29,5″ E             | Oblast de Zaporijia      | [ 5 ]            |
|  | 6  | Pont en arc de Zaporizhia                    | Арковий міст у Запоріжжі      | 205      | 320   | Arc Acier, tablier porté                                                | Tahans'ka Street Dniepr                                         | 1974      | Zaporijia 47° 51′ 42,8″ N, 35° 03′ 44,1″ E           | Oblast de Zaporijia      | [ 5 ]            |
|  | 8  | Running Doe Bridge                           | Мост Бегущая Лань             | 174      | 379   | Pont à béquilles Acier                                                  | H03 Smotrytch                                                   | 1973      | Kamianets-Podilskyï 48° 39′ 34,9″ N, 26° 34′ 40,3″ E | Khmelnitski              |                  |
|  | 9  | Pont Rybalskyi fermé                         | Рибальський вантовий міст     | 144      | 474   | Haubané Tablier béton, pylônes béton 66+144+66                          | Dniepr                                                          | 1964      | Kiev 50° 28′ 24,8″ N, 30° 31′ 24,6″ E                | Oblast de Kiev           |                  |
|  | 10 | Pont Preobrazhensky                          | Преображенський міст          | 140 (x3) | 560   | Arc Béton, tablier porté à 2 niveaux                                    | T0806 Dniepr                                                    | 1952      | Zaporijia 47° 50′ 42,6″ N, 35° 05′ 02,2″ E           | Oblast de Zaporijia      | [ 5 ]            |
|  | 11 | Pont à chaînes Nicolas Ier démoli en 1920    | Миколаївський ланцюговий міст | 134 (x4) | 781   | Suspendu À chaînes en fer forgé, tablier métallique, pylônes maçonnerie | Dniepr                                                          | 1855      | Kiev 50° 26′ 32,5″ N, 30° 33′ 52,1″ E                | Oblast de Kiev           |                  |
|  | 12 | Nouveau pont de Zaporizhia en construction   | Новий міст у Запоріжжі        | 128      | 340   | Poutres 106+128+106                                                     | Dniepr                                                          | ?         | Zaporijia 47° 49′ 08,8″ N, 35° 04′ 38,5″ E           | Oblast de Zaporijia      |                  |
|  | 13 | Pont du métro de Kiev                        | Міст Метро                    | 117 (x2) | 684   | Arc Béton, tablier porté                                                | Brovarskyi Avenue Ligne 1 (Métro de Kiev) Dniepr                | 1965      | Kiev 50° 26′ 33,6″ N, 30° 33′ 51,5″ E                | Oblast de Kiev           |                  |
|  | 14 | Passage supérieur du port d'Odessa           |                               | 115      | 516   | Haubané Monopylône, tablier acier, pylône acier                         |                                                                 | 1998      | Odessa 46° 29′ 29,2″ N, 30° 44′ 20,6″ E              | Oblast d'Odessa          |                  |
|  | 15 | Pont de Petrivka                             | Петрівський міст              | 110 (x2) | 1430  | Treillis Acier                                                          | Dniepr                                                          | 1917      | Kiev 50° 29′ 01,5″ N, 30° 32′ 35″ E                  | Oblast de Kiev           |                  |
|  | 16 | Pont de Darnytskyi                           | Дарницький міст               | 110 (x3) | 1067  | Arc Acier, tablier intermédiaire                                        | Dniepr                                                          | 1951      | Kiev 50° 25′ 02,7″ N, 30° 35′ 25,8″ E                | Oblast de Kiev           | [ 6 ]            |
|  | 17 | Nouveau pont de Darnytskyi                   | Новий Дарницький міст         | 110 (x3) | 1100  | Arc Acier, tablier suspendu                                             | Dniepr                                                          | 2011      | Kiev 50° 25′ 01,3″ N, 30° 35′ 26,7″ E                | Oblast de Kiev           | [ Note 1 ] [ 7 ] |
|  | 18 | Pont Merefa-Chersonèse                       | Мерефо-Херсонський міст       | 109 (x2) | 1627  | Arc Béton, tablier intermédiaire                                        | Dniepr                                                          | 1932 1951 | Dnipropetrovsk 48° 28′ 02,3″ N, 35° 04′ 58,4″ E      | Oblast de Dnipropetrovsk |                  |
|  | 19 | Pont Rusanivsky (1906) démoli en 1943        | Русанівський міст (1906)      | 101      | 203   | Arc Acier, tablier suspendu                                             | Dniepr                                                          | 1906      | Kiev 50° 26′ 53,3″ N, 30° 35′ 05,4″ E                | Oblast de Kiev           |                  |
|  | 20 | Pont Antonovsky                              | Антоновський міст             | 90 (x2)  | 1366  | Poutre-caisson Béton précontraint                                       | Route européenne 97 Dniepr                                      | 1985      | Kherson 46° 40′ 04,1″ N, 32° 43′ 13,4″ E             | Oblast de Kherson        | [ 8 ]            |
|  | 21 | Pont Yevgenii Bosch démoli en 1941           | Міст імені Євгенії Бош        |          |       | Suspendu                                                                | Dniepr                                                          | 1925      | Kiev 50° 26′ 32,8″ N, 30° 33′ 52″ E                  | Oblast de Kiev           |                  |